# Astrid Tobiasson-Schoerner
Astrid Charlotta Emelia Tobiasson-Schoerner, född 20 januari 1911 i Skee socken, Bohuslän, död 18 mars 1973 i Umeå, var en svensk målare och tecknare.
Hon var dotter till stenhuggaren Johan Adolf Emanuelsson och Elsa Maria Eliasson och gift första gången 1936–1942 med ingenjören Georg Tobiasson och från 1946 med ingenjören Erik Yngve Otto Schoerner. Hon studerade vid Slöjdföreningens skola i Göteborg och Blombergs målarskola i Stockholm innan hon avslutade sina studier vid Kungliga konsthögskolan 1938–1943. Separat ställde hon bland annat ut i Jörn och Vännäsby. Tillsammans med Eve Eriksson ställde hon ut i Östersund 1944 och tillsammans med Britta Ringvall på Lilla galleriet i Stockholm 1945 samt med Åke Pettersson-Nåw i Umeå 1964. Hon medverkade i Sveriges allmänna konstförenings salonger i Stockholm, Nationalmuseums Unga tecknare och Liljevalchs Stockholmssalonger samt i ett stort antal utställningar arrangerade av Östersunds konstklubb och Jämtlands läns konstförening. Hennes konst består av ett naturinspirerat måleri utfört i olja, pastell eller akvarell. Vid sidan av sitt eget skapande var hon lärare i krokiteckning och målning vid Arbetarnas bildningsförbunds kursverksamhet i Umeå. Tobiasson-Schoerner är representerad vid bland annat Moderna museet i Stockholm.